# 理學學士
理學學士（英語：Bachelor of Science，简称B.S.，BS，B.Sc.或BSc），或稱理學士，大學本科學位，授予修讀科學學科相關專業，完成大學本科（台灣稱為大學部）學業的畢業生。

## 簡介
台灣的理學學士、工學學士、農學學士的英文都是Bachelor of  Science，只在Science後面以in這個前置詞做區別，in Engineering是工學院畢業生，in Agriculture是農學院畢業生。
香港的理學學士一般包括自然科學、數學、計算機科學等學科，而不包括工程學。工程學本科學位一般稱為工学学士（Bachelor of Engineering），且為香港工程師學會之認可學歷。其他較專門理學相關的學科仍稱作Bachelor of Science，並加上括號指明主修科，如Bachelor of Science (Biochemistry)
漢語名稱的區別通常用以表明畢業生入讀學系的所屬學院：醫學院、理學院、工學院、農學院。

## 附註
1. ↑  . admissions.hku.hk. 香港大學.   [2023-04-12]. （原始内容存档于2023-04-16）.
2. ↑  . admission.cuhk.edu.hk.   [2023-04-12]. （原始内容存档于2023-04-12）.